# خلية هيرثل
خلية هيرثل أو خلية أسكنازي هي خلية درقية جريبية متحولة (تحول نسيجي) مع "ميتوكوندريا متضخمة ونوى مستديرة متضخمة ونويات بارزة"، مما يؤدي إلى كثرة الحمضات في السيتوبلازم.
تسمى الخلايا الورمية في الغدة الدرقية عادة بخلايا هيرثل. على الرغم من استخدام مصطلحات الخلية الورمية والخلية الحمضة، وخلية هيرثل بشكل متبادل، إلا أن "خلية هيرثل" تُستخدم فقط للإشارة إلى الخلايا ذات الأصل الجريبي الدرقي.

## الأمراض
في حين أن خلايا هيرثل يمكن أن تتكوَّن في الغدد الدرقية السليمة، فإنها غالباً ما ترتبط بالتهاب الغدة الدرقية لهاشيموتو وداء غريفز.
يمكن تصنيف أورام خلية هيرثل إلى غدومات خلية هيرثل (أورام حميدة) وأورام سرطانية (أورام خبيثة) تنشأ من الظهارة الجريبية للغدة الدرقية. يعتبر سرطان خلية هيرثل شكل نادر نسبياً من سرطانات الغدة الدرقية المتمايزة، إذ يمثل 3-10% فقط من جميع سرطانات الغدة الدرقية المتمايزة، كان يُعتبر سابقاً نوعاً فرعياً من سرطان الغدة الدرقية الجريبي. يحتوي الحمض النووي للميتوكوندريا في سرطان خلية هيرثل على طفرات جسدية. تتكون سرطانات خلية هيرثل من 75% على الأقل من خلايا هيرثل.

## التشخيص
من المرجح أن تُشخص غدومات خلية هيرثل بشكل أكثر شيوعاً من سرطان خلية هيرثل.
عادةً ما يُعثر على كتلة درقية غير مؤلمة لدى المرضى المصابين بهذا النوع من السرطان. كما هو متوقع، فإن المرضى المصابين بالسرطان عادة ما يعانون من أورام أكبر من المصابين بالورم الغدي. في حالات نادرة، يمكن أن ينتشر السرطان إلى العقد اللمفاوية. في حالات قليلة، يعاني مرضى سرطان خلية هيرثل من نقائل بعيدة في الرئتين أو العظام المحيطة.

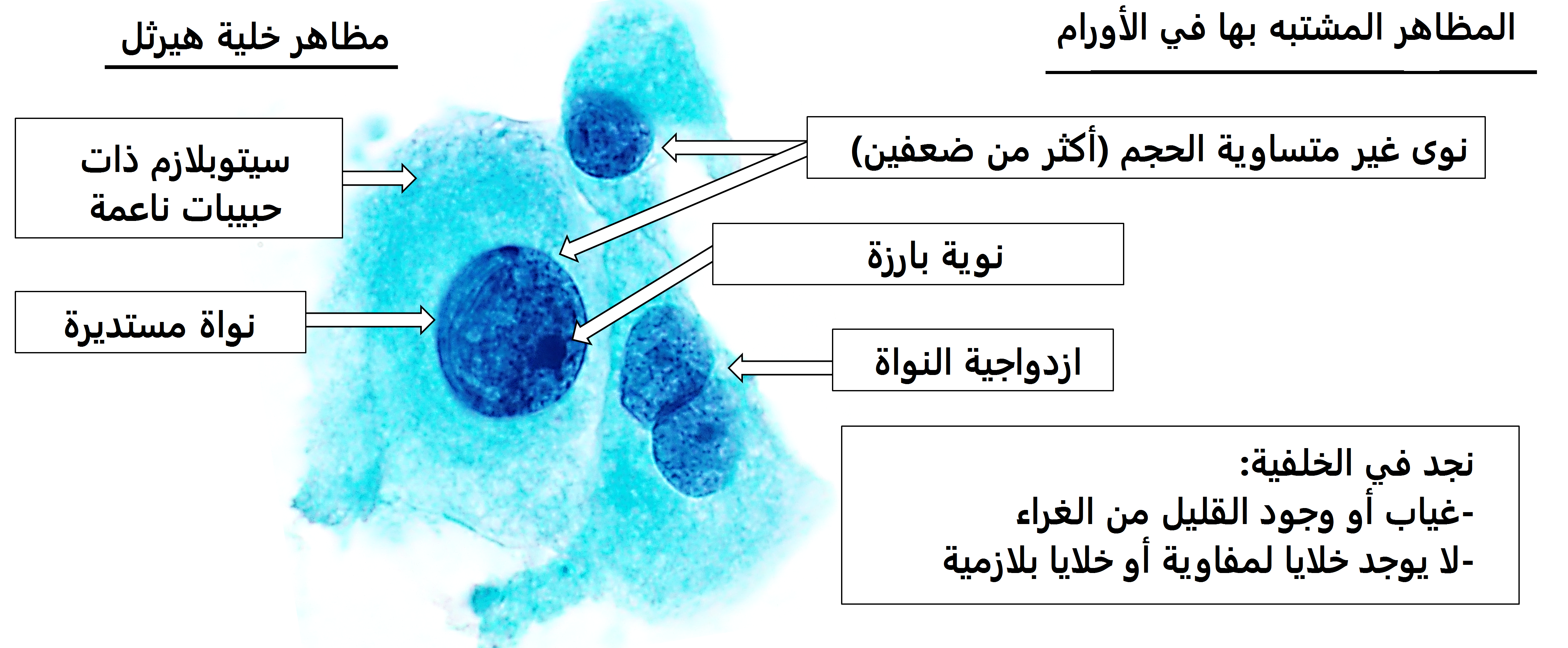
يبين الشكل المظاهر في الفحص الخلوي التي تشكك بوجود ورم خلية هيرثل (التصنيف الرابع وفق نظام بيثيسدا، أكثر من كونها فرط تنسج خلية هيرثل)، صبغة بابانيكولاو.

من الصعب إلى حد ما التمييز بين أورام خلية هيرثل الحميدة والخبيثة. نظراً لأنه لا يمكن الاعتماد على حجم ونمط نمو الورم لتحديد الخباثة، على الرغم أن الأورام الأكبر حجماً ذات معدل خباثة أعلى، فيجب تمييز غدومات خلية هيرثل وسرطاناتها من خلال وجود كل من غزو المحفظة والغزو الوعائي في السرطانات، أو غيابهما في حالة الأورام الغدية. تميل الأورام التي تظهر غزو محفظة فقط إلى أن تكون أقل عدوانية من تلك التي تظهر غزواً وعائياً.
تتميز سرطانات خلية هيرثل بأنها أورام قليلة الغزو أو واسعة الغزو. في حين أن السرطان الأقل غزواً أو الممحفظ يكون محاطاً بالكامل بمحفظة ليفية، فإن السرطان واسع الغزو يظهر منطقة واسعة من الغزو المحفظي والوعائي مع صعوبة تحديد المحفظة المتبقية عادةً. يعد التصنيف مهماً نظراً لأن الأورام واسعة الغزو يمكن أن تؤدي إلى معدل وفيات يصل إلى 55٪.
نسبة إصابة الإناث إلى الذكور بغدومات خلية هيرثل هي 8:1، في حين أن النسبة هي 2:1 للشكل الخبيث.
يميل سرطان خلية هيرثل إلى الحدوث لدى المرضى الأكبر سناً. متوسط العمر عند تشخيصه حوالي 61 عاماً.

## نسيجياً
تنشأ خلية هيرثل من الظهارة الجريبية. تكون خلية هيرثل أكبر من الخلية الجريبية، وهي متعددة الأضلاع ولها حدود خلوية مميزة. تشمل السمات الرئيسية لهذه الخلايا الورمية السيتوبلازم الحبيبي المحب للحمض (يكون وردي اللون عند صبغه بصبغة الهيماتوكسيلين واليوزين)، والذي يرجع عادةً إلى المحتوى العالي من الميتوكوندريا في الخلايا الورمية، والنواة الحويصلية ذات النوية الكبيرة.
يمكن أن تحوي بعض هذه الخلايا على ما يصل إلى 5000 ميتوكوندريا، التي تملأ السيتوبلازم إلى الحد الذي يستبعد فيه العضيات الأخرى تقريباً. يُعتقد أن هذه الكمية الكبيرة من الميتوكوندريا نتيجة لطفرة في الحمض النووي للميتوكوندريا. وقد حدد بعض العلماء هذه الطفرات على أنها عمليات حذف في الحمض النووي للميتوكوندريا في خلايا هيرثل الموجودة في الأورام والتهاب الغدة الدرقية لهاشيموتو.

## العلاج
يُعالج سرطان خلية هيرثل واسع الغزو عادةً عبر استئصال الدرقية التام متبوعاً بعلاج باليود المشع. يمكن علاج غدوم خلية هيرثل أو الورم الأقل توغلاً عن طريق استئصال فص درقي، ولكن بعض الجراحين يقومون بإجراء استئصال تام للغدة الدرقية لمنع ظهور الورم مرة أخرى وانتشاره. يمكن إجراء تسليخ الرقبة الجذري المعدل في حالة وجود إصابة للعقد اللمفاوية.

## تاريخياً
سُميت خلية هيرثل على اسم عالم الأنسجة الألماني كارل هيرثل، الذي قام بدراسة الوظيفة الإفرازية للدرق، خاصة في الكلاب. ومع ذلك، فإن هذه تسمية خاطئة لأن هيرثل وصف في الواقع الخلايا C المجاورة للجريب. وصفت الخلية المعروفة باسم خلية هيرثل لأول مرة في عام 1898 بواسطة ماكس أسكنازي، الذي لاحظها في المرضى المصابين بداء غريفز.